# كارل هيرمان هالفورسن
كارل هيرمان هالفورسن (بالنرويجية البوكمول: Carl Herman Halvorsen)‏ هو سياسي نرويجي، ولد في 15 أكتوبر 1837، وتوفي في 1918. انتخب نائب عضو برلمان النرويج ‏.